# Batalla de Cibistra
La batalla de Cibistra (també anomenada batalla de les Muntanyes del Taure o batalla del Taurus) que, segons el cronista Ramon Muntaner, s'hauria produït la Diada de la Mare de Déu d'Agost (15 d'agost) del 1304 a Cibistra, prop de les Muntanyes del Taure (Anatòlia). La batalla enfrontà la Companyia Catalana d'Orient, que servia l'emperador Andrònic II Paleòleg, contra una gran coalició de tropes reunides pels emirats turcs d'Anatòlia. La batalla durà tot el dia i els almogàvers anihilaren la major part de l'exèrcit musulmà, reunint un gran botí i assegurant els territoris reconquerits en nom de l'emperador Andrònic II.
Hi ha dubtes importants sobre la localització i fins i tot la mateixa existència d'aquesta batalla, que no apareix en cap font contemporània tret de la Crònica de Ramon Muntaner. Si la ubicació que dona Muntaner fos correcta, la batalla de Cibistra hauria estat la primera vegada que l'Imperi Romà d'Orient dominava aquesta part d'Anatòlia des d'abans de la Quarta Croada (1204). Tanmateix, Dmitri Korobéinikov ho considera una «pura invenció» de Muntaner i sosté que la batalla probablement es produí en un dels colls situats al sud del riu Meandre. Antoni Rubió i Lluch en posa en dubte la veracitat basant-se en arguments geogràfics. Finalment, Ernest Marcos suggereix que la «batalla de Cibistra» hauria pogut ser en realitat un enfrontament poc important, amb la participació d'un petit escamot d'almogàvers, o que hauria tingut lloc en un indret molt més proper a Jònia.

## Antecedents
Durant el 1302, tots els esforços militars de l'Imperi Romà d'Orient per aturar l'ofensiva dels turcs sobre Anatòlia havien resultat inútils. Davant d'aquesta situació, l'emperador romà d'Orient Andrònic II Paleòleg contractà els serveis d'una unitat de mercenaris, la Companyia Catalana d'Orient, organitzada per Roger de Flor i formada per almogàvers veterans de la Guerra de Sicília. La Companyia salpà del Regne de Sicília el mes d'agost de 1303 i desembarcà a Constantinoble el setembre del 1303.

## Guerra contra els emirats turcs
La primera acció militar de la Companyia contra els turcs tingué lloc pocs dies després de la seva arribada, quan en la batalla del riu Cízic derrotaren i exterminaren sistemàticament les tropes turques de l'Emirat de Karesi que assetjaven el Cap de l'Artaqui. Donada la proximitat de l'hivern però, la Companyia decidí eixhivernar al mateix Cap de l'Artaqui.
La campanya del 1304 s'havia d'iniciar el mes d'abril i tenia per principal objectiu alliberar la ciutat romana d'Orient de Filadelfia, assetjada pels turcs de l'Emirat dels germiyànides. Però un enfrontament amb els mercenaris alans que formaven brigada amb la Companyia endarrerí l'inici de l'expedició. Després de l'enfrontament els mercenaris alans es negaren a continuar amb la Companyia, i tan sols uns 1.000 decidiren continuar sota les ordres de Roger de Flor. La campanya s'inicià finalment a la primeria de maig i les tropes de què disposava Roger de Flor sumaven uns 6.000 homes de la Companyia (1.500 homes a cavall i 4.500 almogàvers), 1.000 alans, i algunes unitats de romans d'Orient a les ordres del gran arcont Marules.
Trancorreguts uns dies de maig, la Companyia arribà a la ciutat romana d'Orient d'Achyraus i des d'allí travessaren les muntanyes i baixaren per la vall del riu Kaïkos, caient per sorpresa sobre la ciutat de Germe, plaça forta romana d'Orient que s'havia rendit als turcs. Aquests, en tenir notícies de l'arribada de la Companyia, s'aparellaren ràpidament i iniciaren l'evacuació de la ciutat, però tot i la precipitació de la fugida, el turcs no pogueren evitar l'escomesa de catalans i aragonesos que atacaren durament la ressaga turca en la batalla de Germe.
De Germe estant, la Companyia reprengué la seva ruta travessant Chliara, on rebé petició d'ajut de diverses guarnicions romanes d'Orient. Però Roger de Flor es negà a dispersar les seves tropes, perquè la seva estratègia passava per reservar totes les tropes disponibles per a l'exèrcit de maniobra, evitant desgastar-lo en atacs menors o petites escaramusses; l'objectiu principal era el de socórrer Filadelfia, on Roger de Flor sabia que es trobava el gruix de les tropes turques de l'Emirat de Germiyan i on trobaria la batalla decisiva. D'aquesta manera, la Companyia continuà el camí per Tiatira i s'internà en els primers contraforts de la vall del riu Hermos, per dirigir-se directament cap a Filadelfia.
Quan el bey Yakup bin Ali Şir, al capdavant de la coalició de tropes turques de l'Emirat dels germiyànides (Gabella de Cesa) i de l'emirat de Tin (Gabella de Tin), fou informat de l'arribada imminent de la Companyia, decidí aixecar el campament de setge sobre Filadelfia i s'aparellà per enfrontar-s'hi en un camp de batalla propici. Tot i la rapidesa del bey turc, la Companyia havia recorregut els 140 km que separaven Germe de Filadelfia a marxes forçades i prengué contacte amb l'exèrcit turc a l'albada prop d'Àulax, situat a tan sols un jorn de distància de Filadelfia. Després d'aparellar-se per la batalla, la infanteria lleugera almogàver es llançà a l'atac i la càrrega arribarà sobre les línies turques i començaren a clarejar les seves línies provant de trencar la seva formació. Per la seva banda, Roger de Flor menà la seva cavalleria pesant contra la cavalleria lleugera turca i aconseguí aturar les envestides turques. Passat el migdia, a l'hora Nona, el centre de la formació turca col·lapsà i Yakup bin Ali Şir caigué ferit; ràpidament fou retirat del camp de batalla i les tropes turques iniciaren la fugida de manera desorganitzada, quedant exposants a la cacera de la cavalleria de Roger de Flor.
Després de la retirada general dels turcs, la Companyia es dedicà a assegurar la zona i a pentinar sistemàticament el territori a la cacera de tropes enemigues colgades. Després de 8 dies al campament i havent assegurant el perímetre de la ciutat, les tropes de Roger de Flor es dirigiren cap a Filadelfia on foren rebuts efusivament i entraren en desfilada triomfal. Gràcies a la victòria de la batalla d'Àulax, la Companyia s'havia convertit en el poder militar hegemònic d'Anatòlia i ja res no podia aturar a Roger de Flor.
Partint de Filadelfia la Companyia retrocedí per la vall riu Hermos i entrà en la prefectura de la ciutat de Magnèsia del Sipilos, l'únic territori que encara restava sota control dels romans d'Orient a Anatòlia. Magnèsia del Sipilos comptava amb unes sòlides muralles, que en garantien la seva defensa; a més, es trobava propera a la costa, a uns quilòmetres de distància de Quios, illa on es trobava ancorada la flota de la Companyia a les ordres de Ferrando d'Ahones. Donades aquestes circumstàncies, Roger de Flor decidí ocupar la ciutat romana d'Orient per fixar-hi el seu quarter general, traslladar-hi el botí de guerra acumulat i acantonar-hi les tropes. Roger de Flor, pels grecs començava a actuar no ja tan sols com un cabdill militar, sinó com si fos el governador de tota Anatòlia, fet que li suposà la rivalitat amb el prefecte del territori romà d'Orient Nostongos Ducas i el governador de la ciutat de Magnèsia, Demetri Ataliota.
Després d'haver deixat el botí de la Companyia i una petita guarnició formada per almogàvers a la ciutat de Magnèsia, les tropes de Roger de Flor anaren a la ciutat de Nif, on tot just arribar-hi reberen petició d'auxili de dos habitants de Tira. Les restes de les tropes turques derrotades en la batalla d'Àulax s'havien unit a les tropes de l'Emirat de Menteşe-oğhlu i havien començat a atacar la ciutat de Tira. Roger de Flor prengué la meitat de les seves tropes i ordenà a l'altra meitat que retornés a Magnèsia del Sipilos.
La Companyia arribà a les murades de Tira en plena nit, sense que els turcs descobrissin la seva presència, i entraren a la ciutat. L'endemà al matí els turcs començaren a agrupar-se a la planúria davant de la ciutat moment en què les tropes cabdellades per Corberan d'Alet sortiren violentament de la ciutat i envestiren les aterrides tropes turques. Presos del pànic, els turcs que aconseguiren sobreviure a l'atac començaren a fugir cap a les muntanyes properes a ciutat. Corberan d'Alet decidí mantenir la persecució contra els turcs en retirada i per millorar la seua visió enmig de la polseguera i la calor no dubtà a llevar-se el seu casc; just en aquell moment, una sageta turca li impactà al cap i morí a l'instant. Les tropes almogàvers, commocionades per la mort del manescal de la Companyia, deturaren la persecució i començaren a replegar-se portant el cadàver de Corberan d'Alet, mentre els turcs reprengueren la seva fugida.

## Batalla

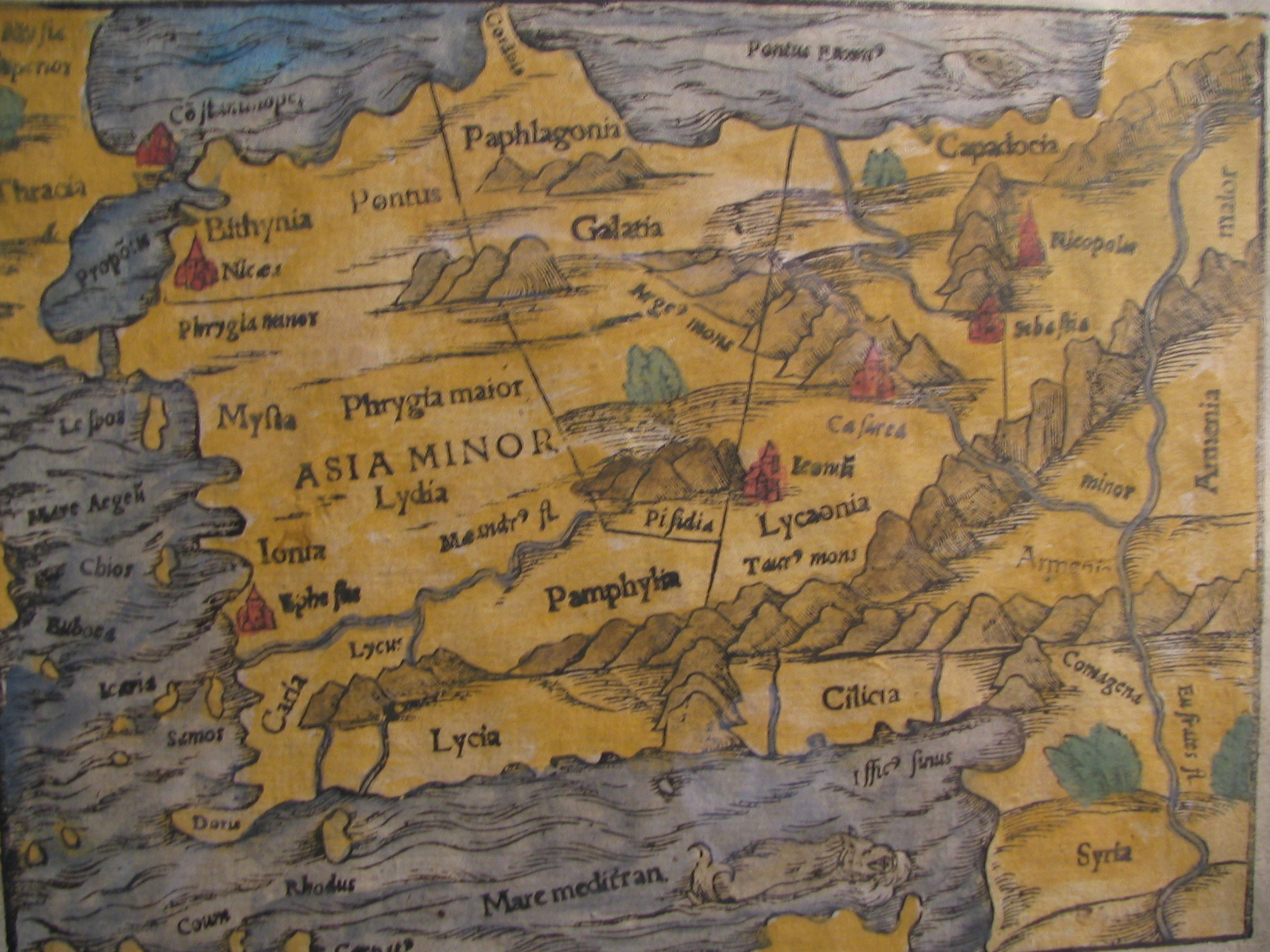
Mapa d'Anatòlia

A finals de juliol del 1304, eixí d'Ània la senyera i la Companyia prengué la ruta de l'antiga via romana. En la seva marxa travessaren les antigues regions cristianes i ara dominiades pels turcs de Cària i Licaònia, enllaçant amb la ruta que dos segles abans havien seguit els croats en el seu camí cap a Terra Santa. La Companyia arribà finalment als contraforts de les Muntanyes de Taurus, a prop del pas anomenat Porta del Ferro, que protegia les fronteres de l'isolat Regne cristià d'Armènia Menor.
Els turcs, en el seu replegament general i evacuació de l'occident anatòlic, havien reeixit a concentrar un exèrcit de fins a 10.000 homes a cavall i 20.000 homes a peu. Havent aconseguit atraure la Companyia cap a un terreny que li era desfavorable, deixant-la aïllada i a jorns de distància de les grans ciutats costaneres romanes d'Orient, les tropes islàmiques restaven amatents i alertes, esperant el moment idoni per a llançar-se sobre la Companyia Catalana d'Orient i destruir-la definitivament. A mesura que s'endinsaven més i més en territori enemic, Roger de Flor i el seu manescal Bernat de Rocafort ordenaren als homes de reduir la marxa i estar cautes davant de qualsevol eventualitat; àdhuc, augmentaren les patrulles per a envoltar i assetjar les forces enemigues fet que fou provindencial, puix que els exploradors localitzaren un enorme contingent turc; desbaratada la sorpresa, enmig dels clarobscurs de l'albada del 15 d'agost del 1304, la diada de la Mare de Déu d'Agost, i en una gran esplanada que s'estenia als peus d'una muntanya, els almogàvers es trobaren davant del gran exèrcit turc, amb els seus estendards desplegats i arrengat en ordre de batalla.
Malgrat que la desproporció de forces superava qualsevol expectativa raonable que hagués pogut albirar, Roger de Flor no considerà mai la retirada. Cridà ràpidament les ordres als seus homes perquè s'aparellessin per a la imminent batalla, ordenant a Bernat de Rocafort que es posés al capdavant de l'almogaveria, mentre que ell mateix es posà al capdavant de la cavalleria de la Companyia i alana. Amb poc més de 6.000 homes, la inferioritat numèrica no feu escruixir la voluntat de Roger de Flor, conscient que l'exèrcit que es trobava al seu davant constituïa la darrera reserva islàmica; si aconseguia derrotar-los, la Companyia restaria com a única força militar efectiva en el territori i ell esdevindria l'amo absolut d'Anatòlia. Per contra, si en sortien derrotats, donant l'aillament en què es trobaven, no hi hauria escapatòria possible.
La cavalleria de la Companyia i els alans se situaren al flanc esquerre, contraposats a la cavalleria turca. Al franc dret es desplegaren la infanteria almogàver i les tropes de romans d'Orient. El silenci que regnava enmig de la vall es trencà quan d'entre les tropes almogàvers començà a alçar-se el crit de guerra que els ha fet immortals: Desperta Ferro! Desperta!, Desperta Ferro! Desperta!; començava la batalla decisiva. La cavalleria cabdellada per Roger de Flor sortí a l'encontre de la cavalleria turca, mentre els almogàvers iniciaren la càrrega sobre les files islàmiques. La primera ofensiva fou aturada i les tropes turques començaren a avançar. Després de perllongats combats i envestides, la lògica de la superioritat numèrica turca començà a imposar-se. Però quan la victòria semblava que es decantaria finalment del costat turc i les forces començaven a renquejar, s'alçà de nou el crit que recordà als almogàvers la seva darrera fidelitat i la providència invicta que esguardava el cognom dels seus sobirans; al crit d'Aragó, Aragó!, Aragó, Aragó! es llençaren novament a l'assalt. De res no serviren les exhortacions a la gihad dels temibles guerres ghazi, i les línies turques començaren a trencar-se davant la inaturable escomesa de catalans i aragonesos. Amb sistemàtica metodologia, els almogàvers penetraven i profunditzaven en les bretxes, aillaven els contingents turcs i acabaven per massacrar-los. Finalment, prop de l'hora del crepuscle, la host islàmica col·lapsà i començà aleshores una fugida massiva; la cavalleria almogàver procedí a l'encalç dels fugitius fins que la foscor els aturà, mentre el cos principal de les tropes almogàvers restà en vetlla tota la nit, amb les armes a la mà, per si els turcs tornaven a l'ofensiva. L'endemà al matí, Roger de Flor procedí al reconeixement del camp de batalla; la carniceria del dia anterior havia deixat, dels turcs a cavall, prop de 6.000 morts, i dels de peu, uns 12.000 morts.

## Conseqüències
Després de la batalla la Companyia restà al campament mentre els homes recollien un fabulós botí d'entre els morts i capturats turcs. Transcorreguts vuit dies, Roger de Flor ordenà a tothom de seguir la senyera i avançaren fins a la Porta del Ferro. Allí s'estigueren tres dies més, fins que l'arribada de la tardor comminà a retornar a Ània, a la costa occidental d'Anatòlia, per tal d'eixhivernar després al campament base que la companyia havia establert a Magnèsia.
Aquesta nova victòria dels almogàvers reduí encara més la pressió turca sobre Constantinoble.